# Engyprosopon macrolepis
Engyprosopon macrolepis es una especie de pez de la familia Bothidae en el orden de los Pleuronectiformes.

## Hábitat
Es un pez de mar.

## Morfología
• Pueden llegar alcanzar los 5,9 cm de longitud total.

## Distribución geográfica
Se encuentra desde las  costas del Mar Rojo hasta las Maldivas. También en las Filipinas y al Mar del Coral.